# Carrie Crowley
Pour les articles homonymes, voir Crowley.
Carrie Crowley, née le 23 mai 1964 à Waterford, est une actrice irlandaise, parlant irlandais, et ancienne présentatrice de radio et de télévision. Elle apparait dans des émissions de télévision telles que The Morbegs et Echo Island pour RTÉ. Elle a également eu sa propre émission de talk-show, Limelight, et co-présentait le Concours Eurovision de la chanson en 1997 avec Ronan Keating.
En tant qu'actrice, elle joue dans des émissions telles que The Clinic, School Run et An Crisis. Elle apparait dans le rôle de Jackie Ferguson dans le feuilleton Fair City diffusé sur RTÉ. Elle apparaît également dans le rôle d'Ellisef dans les deux premières saisons de la série télévisée Vikings.

## Biographie

### Jeunesse
Carrie Crowley naît et grandit à Waterford, en Irlande. Sa mère Nodhlaig (originaire de The Rosses, comté de Donegal) était enseignante et son père Con (originaire de Cork) était garda, tandis qu'elle a également une sœur, Bríd. Elle est d'abord montée sur scène dans une production locale d'Oliver!. Elle obtient un B.Ed. du St. Patricks College, Drumcondra[réf. nécessaire].

### Carrière de radiodiffusion
Avant de commencer une carrière à la télévision, Crowley était enseignante au primaire. Elle commence sa carrière dans la radiodiffusion à la radio locale de sa ville natale de Waterford sur WLR FM, et présente plusieurs émissions différentes entre 1991 et 1996 avant de passer à RTÉ. Elle commence dans la programmation pour enfants, co-présentant les versions en langue irlandaise d'Echo Island avec le comédien Dara Ó Briain et jouant dans la série pour adolescents The Morbegs dans le rôle de Liodain.
En 1997, elle se voit offrir  une place de présentatrice pour le Concours Eurovision de la chanson 1997 (organisé par RTÉ) avec Ronan Keating. Elle apparait également avant le Concours Eurovision de la chanson en 1998, s'adressant à Terry Wogan, et lui souhaitant beaucoup de succès avant qu'ils ne commencent à présenter le spectacle. Après avoir présenté l'Eurovision, elle devient l'une des plus grandes stars de RTÉ dans les années 1990. Selon elle, c'était un problème majeur à l'époque, car elle travaillait sur plusieurs émissions. Elle présente Potluck du lundi au vendredi à 17 h 30, sa propre émission sur la santé appelée Pulse le jeudi soir, et sa propre émission de talk-show aux heures de grande écoute appelée Limelight le dimanche. Limelight dure deux saisons.
Elle quitte sa place de présentatrice pour revenir à l'animation radio, co-présentant Fandango avec Ray D'Arcy sur RTÉ Radio 1. Elle apparait sur RTÉ Radio 1 tous les dimanches soir. Crowley prend depuis ses distances avec sa carrière RTÉ, se décrivant comme une « touriste accidentelle » à la gare.

### Carrière d'actrice
En 2008, elle apparait dans la série dramatique The Running Mate, diffusée sur TG4, et dans School Run, diffusée sur TV3 en 2009. Elle apparait dans The Clinic également en 2009. Elle joue dans des courts métrages en langue irlandaise, notamment An Gaeilgeoir Nocht, et apparait dans un épisode de la série télévisée en langue irlandaise An Crisis. Elle travaille ensuite sur une nouvelle série dramatique pour TG4 intitulée Anseo. En 2010, elle fait équipe avec des acteurs, Sorcha Fox, Jamie Carswell, le scénariste et réalisateur Dónal O'Kelly et Kíla pour travailler sur une pièce intitulée The Adventures of the Wet Senor. D'octobre 2014 à 2018, elle apparait dans Fair City.
En 2022, elle apparait dans An Cailín Ciúin, un film dramatique en langue irlandaise, et est nommée pour la meilleure actrice dans un second rôle IFTA,.